# Yocto Project
Yocto Project är ett öppen-källkodsprojekt från Linux Foundation vars mål är att skapa ett verktyg som möjliggör skapandet av Linuxdistributioner för inbyggda system som är oberoende av den inbyggda hårdvarans underliggande arkitektur. Projektet presenterades av Linux Foundation 2010 och lanserades i mars 2011, i samarbete med 22 organisationer, inklusive OpenEmbedded.